# Scopula laevipennis
Scopula laevipennis är en fjärilsart som beskrevs av W. Warren 1897. Scopula laevipennis ingår i släktet Scopula och familjen mätare. Inga underarter finns listade.